# Kulturmanagement
Kulturmanagement bezeichnet die Planung, Organisation, Führung und das Controlling von Kulturbetrieben und -projekten. Kulturmanagement geht über die Anwendung der Betriebswirtschaftslehre auf einen Kulturbetrieb hinaus: Sie berücksichtigt kulturanthropologische, kultursoziologische und künstlerische Aspekte. In Österreich wird Kulturmanagement als Kulturbetriebslehre bezeichnet. Unabhängig von kommerziellen oder gemeinnützigen Zielen des jeweiligen Kulturbetriebs soll das Kulturmanagement sicherstellen, dass eingesetzte finanzielle, personelle und materielle Ressourcen optimal verwendet werden. Im öffentlich-rechtlichen und privatrechtlich-gemeinnützigen Kontext ist es zudem Aufgabe des Kulturmanagements die Rahmenbedingungen für kulturelle Aktivitäten zu schaffen.

## Definitionen
- Werner Heinrichs und Armin Klein definieren Kulturmanagement wie folgt:

Als Kulturmanagement bezeichnet man alle Steuerungen zur Erstellung und Sicherung von Leistungen in arbeitsteiligen Kulturbetrieben, die sich in einer komplexen und veränderbaren Umwelt abspielen und die auf Austauschbeziehungen zwischen Anbietern und Nutzern ausgerichtet sind.
- Georg Schreyögg erklärt den Begriff folgendermaßen:

Kulturmanagement ist ein Komplex von Steuerungsaufgaben, die bei der Leistungserstellung und -sicherung in Kulturorganisationen erbracht werden müssen. Diese Aufgaben stellen sich als immer wiederkehrende Probleme dar, die im Prinzip in jeder Leitungsposition zu lösen sind, und zwar unabhängig davon, in welchem Ressort, auf welcher Hierarchieebene und gleichgültig auch, in welchem Betriebstyp sie anfallen.
Während die obigen Definitionen sich primär auf die beruflichen Tätigkeit beziehen, ist an dieser Stelle zuzufügen, dass Kulturmanagement bzw. Kulturbetriebslehre sich auch als eine akademische Disziplin verstehen, die den Kulturbetrieb als historisch gewachsene, gesellschaftliche Organisationsform der Konzeption, Produktion, Distribution, Vermittlung, Rezeption, Konservierung und Erhaltung spezifischer Kulturgüter untersucht.

## Kulturbegriff
Eine einheitliche Definition von Kultur liegt weder dem Kulturbetrieb noch dem Kulturmanagement zugrunde. In der Praxis ist für Kulturmanager der enge Kulturbegriff („Kultur als Kunst“) relevant. Hierunter fallen die Schönen Künsten mit ihren vier verschiedenen Ausdrucksformen Bildende Kunst, Darstellende Kunst, Musik und Literatur. Aus diesen bezieht das Kulturmanagement oftmals seine Inhalte.
Der erweiterte Kulturbegriff ist für das Kulturmanagement vor allem unter dem Aspekt von „Kultur als Bildung“ relevant. Dieses Kulturverständnis hat zu einer Fülle von Bildungseinrichtungen (z. B. Bibliotheken, Volkshochschulen) und Kulturinstitutionen (z. B. Museen, Theater) geführt, deren inhaltliche Spannbreite sehr weit gefasst ist, wie sich beispielsweise an den verschiedenen Museumsarten zeigt. Im Ausnahmefall kann es sich bei den Inhalten sogar um natürliche Gegenstände handeln, die nicht vom Menschen hergestellt wurden (z. B. die Objekte in einem Naturkundemuseum).

## Aufgabe des Kulturmanagements
Kulturmanager ermöglichen Kunst und Kultur, schaffen sie aber in der Regel nicht selbst. Sie bringen die Kultur zum Publikum bzw. das Publikum zur Kultur, d. h., es werden Austauschbeziehungen zwischen den Künstlern und Konsumenten hergestellt. Dazu bedient sich das Kulturmanagement eines betriebswirtschaftlichen Marketings, um einerseits die Situation, in der ein Angebot erfolgt, zu analysieren und andererseits Marketinginstrumente zur Positionierung eines Angebots einsetzen zu können. Kulturmanagement geschieht nicht allein in ökonomischen Kontexten, sondern beachtet auch die kulturellen, rechtlichen, administrativen, finanziellen und politischen Rahmenbedingungen.

## Kulturmanagement im gemeinnützigen und kommerziellen Kulturbetrieb
Tendenziell konzentriert sich das Kulturmanagement in der Produktion von Kulturgütern und -dienstleistungen im gemeinnützigen Kulturbetrieb eher auf die Hochkultur, in der kommerziellen Kultur- und Kreativwirtschaft eher auf die Populärkultur –, die Grenzen sind jedoch fließend.
Sowohl das Kulturmanagement für gemeinnützige wie auch das für kommerzielle Kulturbetriebe unterliegen dem ökonomischen Prinzip von Kostenminimierung und Nutzenmaximierung. Es findet jedoch vor dem Hintergrund unterschiedlicher Zielorientierungen statt: Besteht diese in der Kulturwirtschaft in erster Linie in der Gewinnerzielung bzw. -maximierung, so liegt sie im gemeinnützigen Bereich vor allem in der möglichst optimalen und effizienten Erfüllung eines öffentlichen Kulturauftrages, bzw. einer daraus abgeleiteten Zielsetzung oder sonstigen Nonprofit-Zielen. Während also in kommerziellen Unternehmen das Produkt mehr oder weniger den Wünschen der Nachfragenden angepasst wird, verbietet sich dies im gemeinnützigen Kulturbetrieb, der daraus seine Legitimation bezieht. In der Praxis wird jedoch auch in gemeinnützigen Kulturbetrieben ein wirtschaftlicher Erfolg angestrebt. Daraus erwächst ein Zielkonflikt, der sich auf die Überschneidung zweier Wertsysteme, der ökonomischen und künstlerischen (d. h. nicht-ökonomischen) Bewertung bezieht. Da die Ziele nicht deckungsgleich sind, erweist sich ihre Balance insbesondere in finanziellen Krisenzeiten als schwierig.
Dem Kulturmanagement im gemeinnützigen Kulturbetrieb und in den Gebietskörperschaften (z. B. Kommunen, Landkreis) kommt darüber hinaus die Aufgabe zu, auf die Gestaltung der Rahmenbedingungen (vor allem politisch) Einfluss zu nehmen und eine Produktion von Kunst und Kultur zu ermöglichen.
Durch das Auswählen von Künstlern und Werken nimmt das Kulturmanagement Einfluss auf die Kultur, die ihren Weg zum Publikum findet. Umgekehrt verhindert der Kulturmanager im öffentlich-rechtlichen Kulturbetrieb auch Kultur, nämlich die, die er nicht anbietet. Er trägt damit besondere Verantwortung hinsichtlich der Kunstfreiheitsgarantie (Art. 5 Abs. 3 GG).

## Studium
Kulturmanagement ist keine traditionelle wissenschaftliche Disziplin, sondern ein interdisziplinär und querschnittsorientierter Studiengang, für den bislang kein einheitlicher theoretischer Unterbau zur Verfügung steht. Entsprechend unterschiedlich sind die Kulturmanagement und kulturmanagementähnlichen Studiengänge an den verschiedenen Hochschulstandorten. Es zeichnet sich ab, dass es nicht zu einheitlichen Kulturmanagementlehre kommen wird, sondern eine gewisse Pluralität der theoretischen Ansätze im Kontext von Bezugsdisziplinen bestehen bleiben wird. Als eigenständiger Studiengang wird es von den verschiedenen Hochschulen mit den Abschlüssen Bachelor, Master, Magister oder Diplom angeboten. Zu den Themengebieten zählen u. a. Kulturmarketing, Kulturpolitik, Kulturfinanzierung (inkl. Fundraising und Sponsoring), Rechnungswesen, Managementlehre (inkl. Projektmanagement, Selbstmanagement und Eventmanagement), Öffentlichkeitsarbeit, Kulturrecht, Personalwesen und Kulturwirtschaft/Kulturökonomik. Je nach Hochschule werden unterschiedliche Schwerpunkte gesetzt.
Im Jahr 1976 wurde an der Universität für Musik und darstellende Kunst Wien der erste universitäre Lehrgang für Kulturmanagement im deutschsprachigen Raum eingerichtet. Im Laufe der 1980er Jahre verbreitete sich das Bedürfnis u. a. von freien Trägern von Projekten sowie von Einrichtungen und Organisationen im Kulturbereich, nach einer stärkeren Professionalisierung.
Ende der 1980er Jahre (1988) gab es an der Akademie Remscheid bereits einen Vorläufer der heutigen Kulturmanagement-Ausbildungen („Kulturberater“). Ab 1989 wurde erstmals eine AFG (jetzt SGB) Fortbildung „Sozial- und Kulturmanagement“ durch das Arbeitsamt gefördert, die bei Para-SOL e. V. in Regensburg eingerichtet wurde, und immer noch als zertifizierte Weiterbildung(AZWV) AZWV durchgeführt wird, die im europäischen wie im osteuropäischen Raum vernetzt ist.
Entstanden und curricular entwickelt aus der freien Kulturszene wurde Kulturmanagement dann auch als Studiengang an zahlreichen Universitäten und Fachhochschulen übernommen.
Vorreiter zur universitären Ausbildung waren die Hochschule für Musik und Theater Hamburg, die bereits 1987 einen entsprechenden Studiengang einrichtete und seit dem Jahr 2000 das Institut für Kultur- und Medienmanagement Hamburg beheimatet, sowie das Institut für Kulturmanagement an der Pädagogischen Hochschule Ludwigsburg und das zunächst an der Hochschule für Musik „Hanns Eisler“ Berlin, und nun an der FU Berlin beheimatete Institut für Kultur- und Medienmanagement mit dem Masterstudiengang Arts and Media Administration ist. Mit der Gründung des Instituts für Kulturpolitik und Einrichtung der deutschlandweit ersten und bis heute einzigen Professur für Kulturpolitik, wurde Kulturmanagement zusammen mit Kulturvermittlung auch in den Studiengängen Kulturwissenschaften und ästhetische Praxis und Kulturvermittlung an der Universität Hildesheim institutionalisiert. An der Hochschule Zittau/Görlitz wurde 1997 der erste grundständige Studiengang für Kulturmanagement an einer wirtschaftswissenschaftlichen Fakultät in Deutschland gegründet unter der Schirmherrschaft der UNESCO. Seit 2001 bietet die Universität für angewandte Kunst Wien mit dem Masterlehrgang für Kunst- und Kulturmanagement "Art & Economy" ein rein auf betriebswirtschaftlichen Zielen (Marketing und Management) aufgebautes Angebot für Kunst- und Kulturschaffende an. Am Institut für Kulturmanagement der Fernuniversität in Hagen konnte das Studium bis zum Jahre 2008 absolviert werden. Seit 2003 bietet die Zeppelin Universität in Friedrichshafen mit Communication & Cultural Management einen Studiengang an, der Aspekte der Kommunikationswissenschaften und des Kulturmanagements kombiniert. Seit 2008 bietet die Hochschule Niederrhein am Standort Mönchengladbach einen Masterstudiengang in Kulturmanagement/Kulturpädagogik an. Die Karlshochschule International University in Karlsruhe integriert in ihren BA Studiengang spezialisierte Module, die durch ein Verständnis von Kulturmanagement als Übersetzungs- und Vermittlungsinstanz zwischen Akteuren mit potentiell widerstreitenden Zielen (bspw. Künstler, Verwaltung, Politik, Sponsoren, Publikum) geprägt sind, sowie sozial- und kulturwissenschaftlich geprägte Perspektiven auf Management allgemein. Auch das International Graduate Center der Hochschule Bremen bietet den Master Kulturmanagement an und achtet dabei besonders auf den Bezug zur Praxis. An der Hochschule für angewandtes Management können Interessenten den interdisziplinären Studiengang Musik- & Kulturmanagement Bachelor of Arts studieren, der auf fallstudien-basierenden Lernen setzt, um die Studierenden gezielt auf die Praxis vorzubereiten.
Alternativ zum Universitätsstudium haben sich private Bildungsträger etabliert, wie das Institut für Sprachen und Wirtschaft in Freiburg, das eine praxisnahe, international ausgerichtete Kulturmanagementausbildung seit 1997 anbietet sowie das Off-Theater nrw, dessen Ausbildung ebenfalls praxisorientiert ist. In der Schweiz wurde Kulturmanagement im Jahr 1999 erstmals vom Stapferhaus angeboten. Ein Jahr später folgten die Zürcher Hochschule Winterthur (Fachhochschule) und die Universität Basel mit einem Executive Master Studium. In Österreich bietet neben dem IKM in Wien auch das ICCM – International Centre for Culture and Management in Salzburg seit Mitte 1990er Jahre ebenfalls eine weltweit vernetzte Ausbildung an.

## Berufsfelder
Das Berufsfeld Kulturmanagement steht in Zusammenhang zum Kulturbetrieb, der Kulturwirtschaft und der Kulturpolitik.
Je nach Abschluss und Schwerpunktsetzung können die Absolventen des Studiengangs Kulturmanagement (oder einem ihm vergleichbaren) in verschiedenen Bereichen arbeiten: Managementpositionen in Kulturbetrieben (z. B. Kunstgalerien), Tätigkeiten im Marketing, in der Öffentlichkeitsarbeit, in der Verwaltung und in der Kulturvermittlung. Arbeitgeber sind oft die öffentlich-rechtlichen Kulturinstitutionen (z. B. Stadt-, Landes- und Staatstheater, Museen, Orchester, soziokulturelle Zentren), die staatlichen Behörden (z. B. Kulturämter), die privatrechtlich-gemeinnützigen Kultureinrichtungen (z. B. Stiftungen, Vereine) und kommerzielle Unternehmen aus der Kulturwirtschaft (z. B. aus den Bereichen Kunstmarkt, Buchmarkt, Filmwirtschaft, Musikwirtschaft).
Als Kulturmanager sollten sich nur Mitarbeiter auf Positionen verstehen, wo tatsächlich Steuerungshandlungen in arbeitsteiligen Prozessen vorgenommen werden, d. h. wo gewisse Führungsaufgaben ausgeführt werden. Die Berufsbezeichnung Kulturmanager ist weder gesetzlich geschützt noch von staatlicher Seite eingeführt.
Als eine der weltweit ersten Kulturmanager gilt die in Hamburg geborene Dorothea Schneider-Lindemann. Sie organisierte zwischen 1907 und 1960 für eine Vielzahl Künstler und Forscher Vortragsreisen und vermarktete ihre Forschungsergebnisse und Erlebnisse.